# Kangerluarsuk (Qaanaaq)
Kangerluarsuk [kaˌŋɜɬːuˈɑsːuk] (nach alter Rechtschreibung Kangerdluarssuk; Inuktun Kangertuarruk [kaˌŋɜχɾuˈɑχːu(k)]) ist eine wüst gefallene grönländische Siedlung im Distrikt Qaanaaq in der Avannaata Kommunia.

## Lage
Kangerluarsuk liegt auf derselben Halbinsel wie Qaanaaq, Piulip Nunaa, allerdings auf der gegenüberliegenden Seite. Vor dem Ort verläuft der gleichnamige Fjord (Bowdoin Fjord). Qaanaaq liegt 18 km westlich.

## Geschichte
Kangerluarsuk ist Teil der Wohnplatzgruppe Oqqorliit, innerhalb derer früher die Inughuit nomadisch lebten. 1951 lebten 31 Menschen in Kangerluarsuk. Im Folgejahr waren es 41 Personen und 1953 schon 45. 1960 hatte Kangerluarsuk 57 Einwohner. Im Laufe der 1960er Jahre wurde der Wohnplatz aufgegeben.